# Хебранко, Майкл
Майкл Хебра́нко (англ. Michael Hebranko; 14 мая 1953 — 25 июля 2013) — один из самых тяжёлых людей мира за всю историю медицины.
Майкл Хебранко при рождении имел вес 3,8 кг как у здорового ребёнка, но потом его вес стал постепенно увеличиваться. За свою жизнь Майкл похудел и поправился примерно на 2000 кг. В 16 лет он уже весил 160 кг. Вскоре после свадьбы в 1976 году с Мадлен Хебранко его вес был равен 400 кг.
После пребывания в госпитале Святого Луки в Нью-Йорке, вес Майкла снизился от 411 кг (910 фунтов) до 90 кг (200 фунтов). Размер его талии уменьшился от 290 см (110 дюйма) до 91 см (36 дюймов) за 19 месяцев с помощью диеты и физических упражнений Ричарда Симмонса. Майкл Хебранко был записан в Книгу рекордов Гиннесса как мужчина с самым высоким показателем потери веса в 1990 году. Майкл потерял часть этого веса путём хирургического удаления жира.
Однако в течение следующих семи лет вес Майкла увеличился до 453 кг (1000 фунтов), и он был повторно госпитализирован в Брукхейвенский реабилитационный центр и Центр здравоохранения. В июне 1999 года его вес достиг пика в 500 кг (1100 фунтов).
после этого Майкл взял себя в руки и похудел до 80 кг. С этим результатом он уже 2-й раз был занесен в Книгу рекордов Гиннеса только уже как мужчина, потерявший самую огромную массу в истории. Перед смертью — в апреле-июле 2013 года вес Майкла составлял 250 кг. Смерть наступила 25 июля 2013 года в 60-летнем возрасте.